# IC 3509
IC 3509 је елиптична галаксија у сазвјежђу Дјевица која се налази на листи објеката дубоког неба у Индекс каталогу.
Деклинација објекта је + 12° 2' 58" а ректасцензија 12h 34m 11,5s. Привидна величина (магнитуда) објекта IC 3509 износи 13,9 а фотографска магнитуда 14,9. Налази се на удаљености од 12,2 милиона парсека од Сунца. IC 3509 је још познат и под ознакама CGCG 70-174, VCC 1545, NPM1G +12.0324, PGC 41797.